# Список эпизодов мультсериала «Черепашки-ниндзя» (2003)
Ниже приведён полный список эпизодов мультсериала 2003 года «Черепашки-ниндзя» (также известен как Черепашки-ниндзя: Новые приключения), который транслировался с 8 февраля 2003 по 27 марта 2010 года в США на телеканале 4Kids TV и с 7 марта 2005 по 9 апреля 2010 года в России на ТВ-3. 5 сезон никогда не транслировался в России официально. Сейчас мультсериал насчитывает 155 эпизодов по 23 минуты.

## Сезоны
| № сезона        | № сезона                  | № сезона           | Кол-во эпизодов    | Дата показа      | Дата показа     | Дата показа                              |
| № сезона        | № сезона                  | № сезона           | Кол-во эпизодов    | Премьера         | Окончание       | Телесеть                                 |
| --------------- | ------------------------- | ------------------ | ------------------ | ---------------- | --------------- | ---------------------------------------- |
|                 | 1                         | 1                  | 26                 | 8 февраля 2003   | 1 ноября 2003   | 4Kids TV Spacetoon MBC 3 Cartoon Network |
|                 | 2                         | 2                  | 26                 | 8 ноября 2003    | 2 октября 2004  | 4Kids TV Spacetoon MBC 3 Cartoon Network |
|                 | 3                         | 3                  | 26                 | 9 октября 2004   | 23 апреля 2005  | 4Kids TV Spacetoon MBC 3 Cartoon Network |
|                 | 4                         | 4                  | 26                 | 10 сентября 2005 | 15 апреля 2006  | 4Kids TV Spacetoon MBC 3 Cartoon Network |
|                 | 5                         | Ninja Tribunal     | 12                 | 22 апреля 2006   | 8 июля 2006     | 4Kids TV Spacetoon MBC 3 Cartoon Network |
|                 | 6                         | Fast Forward       | 26                 | 29 июля 2006     | 27 октября 2007 | 4Kids TV Spacetoon MBC 3 Cartoon Network |
|                 | 7                         | Back to the Sewer  | 13                 | 13 сентября 2008 | 27 марта 2010   | The CW4Kids MBC 3                        |
| Короткометражки | Mayhem from Mutant Island | 13                 | 7 марта 2009       | 23 мая 2009      |                 | The CW4Kids MBC 3                        |
|                 | Черепашки навсегда        | Черепашки навсегда | Черепашки навсегда | 21 ноября 2009   | 21 ноября 2009  | The CW4Kids MBC 3                        |

## Эпизоды

### Сезон 1 (2003)
| № общий | № в сезоне | Название                                                    | Автор сценария | Премьера в США                                                                      | Премьера в России (ТВ-3)                                                         |
| --- | ---------- | ----------------------------------------------------------- | -------------- | ----------------------------------------------------------------------------------- | -------------------------------------------------------------------------------- |
| 1 | 1          | «Things Change» «Всё меняется»                              | Майкл Райан    | 8 февраля 2003                                                                      | 7 марта 2005                                                                     |
| Убежище Черепашек подвергается нападению роботов мышеловов Бакстера Стокмана. В поисках нового жилища, Четвёрке приходится выбираться на улицу, где они сталкиваются с бандой Пурпурных Драконов. |            |                                                             |                |                                                                                     |                                                                                  |
| 2 | 2          | «A Better Mousetrap» «Лучшая мышеловка»                     | Марти Изенберг | 15 февраля 2003                                                                     | 12 марта 2005                                                                    |
| Бакстер Стокман демонстрирует своих мышеловов публике. По его словам, они способны решить проблему появления крыс в городе. Но помощница Стокмана Эйприл О'Нил узнаёт истинную цель создания этих роботов. |            |                                                             |                |                                                                                     |                                                                                  |
| 3 | 3          | «Attack of the Mousers» «Нападение мышероботов»             | Эрик Люк       | 22 февраля 2003                                                                     | 13 марта 2005                                                                    |
| Черепашки приносят Эйприл О'Нил в своё убежище и приводят в чувство, а мышеловы Стокмана тем временем грабят банк. |            |                                                             |                |                                                                                     |                                                                                  |
| 4 | 4          | «Meet Casey Jones» «Знакомьтесь, Кейси Джонс»               | Майкл Райан    | 1 марта 2003                                                                        | 13 марта 2005                                                                    |
| Похоже, Черепашки-ниндзя не единственные жители города, желающие расправиться с бандой Пурпурных Драконов. Несколько лет назад преступники убили Арнольда Джонса, и теперь его сын Кейси Джонс мечтает отомстить им за смерть своего отца. |            |                                                             |                |                                                                                     |                                                                                  |
| 5 | 5          | «Nano» «Нано»                                               | Эрик Люк       | 8 марта 2003                                                                        | 19 марта 2005                                                                    |
| В результате нелепой случайности в руки грабителя Гарри Паркера попадает искусственный интеллект под названием Нано. Состоящий из миллионов нано роботов, разум быстро обучается и перенимает у новоявленного папаши все его навыки. А тем временем следующей целью Паркера становится магазин Эйприл О'Нил. |            |                                                             |                |                                                                                     |                                                                                  |
| 6 | 6          | «Darkness on the Edge of Town» «Тьма на окраине города»     | Марти Изенберг | 15 марта 2003                                                                       | 20 марта 2005                                                                    |
| По вине неизвестных злоумышленников во всём Манхеттене гаснет свет. Выбравшись наружу, Черепашки обнаруживают, что за всем этим стоят их старые "друзья" Футы и их таинственный предводитель Ороку Саки... |            |                                                             |                |                                                                                     |                                                                                  |
| 7 | 7          | «The Way of Invisibility» «Стать невидимкой»                | Марти Изенберг | 22 марта 2003                                                                       | 26 марта 2005                                                                    |
| Используя выловленный в реке экзоскелет, Бакстер Стокман создаёт роботов-ниндзя, способных становиться невидимыми. Цель у них всё та же - найти и уничтожить Черепашек-ниндзя… |            |                                                             |                |                                                                                     |                                                                                  |
| 8 | 8          | «Fallen Angel» «Падший ангел»                               | Марти Изенберг | 29 марта 2003                                                                       | 27 марта 2005                                                                    |
| Хорошая знакомая Кейси девочка-подросток по имени Ангел вступает в банду Пурпурных Драконов. Кейси Джонс не в силах её переубедить, а смогут ли это сделать Черепашки?.. |            |                                                             |                |                                                                                     |                                                                                  |
| 9 | 9          | «Garbageman» «Мусорщик»                                     | Марти Изенберг | 5 апреля 2003                                                                       | 2 апреля 2005                                                                    |
| Мерзкий тип по прозвищу "Мусорщик" похищает бездомных по всему городу. Полиции до них нет никакого дела, и тогда за собственное расследование берутся Черепашки-ниндзя… |            |                                                             |                |                                                                                     |                                                                                  |
| 1011 | 1011       | «The Shredder Strikes» «Шреддер атакует»                    | Майкл Райан    | 12 апреля 2003 (1-я часть) 19 апреля 2003 (2-я часть)                               | 3 апреля 2005 (1-я часть) 9 апреля 2005 (2-я часть)                              |
| 1-я часть: Ороку Саки предлагает Леонардо перейти на его сторону и в знак признательности даже дарит ему меч. Но вот что на самом деле задумал Шреддер?.. 2-я часть: Приложив немало усилий, Черепашкам удаётся всё таки одолеть Хана и ниндзя клана Фут. Но настоящая битва только начинается в этот раз против них сам Шреддер! |            |                                                             |                |                                                                                     |                                                                                  |
| 12 | 12         | «The Unconvincing Turtle Titan» «Не герой»                  | Марти Изенберг | 3 мая 2003                                                                          | 10 апреля 2005                                                                   |
| Начитавшись комиксов о супергероях, Микеланджело решает сам стать борцом с преступностью. Вот только как к этому отнесутся настоящие супергерои, а заодно и… суперзлодеи?!… |            |                                                             |                |                                                                                     |                                                                                  |
| 1315 | 1315       | «Notes from the Underground» «Байки подземелья»             | Эрик Люк       | 10 мая 2003 (1-я часть) 17 мая 2003 (2-я часть) 24 мая 2003 (3-я часть)             | 16 апреля 2005 (1-я часть) 17 апреля 2005 (2-я часть) 23 апреля 2005 (3-я часть) |
| 1-я часть: Неподалёку от своего убежища Черепашки обнаруживают таинственного незнакомца. Но, отправившись на разведку, неожиданно натыкаются на трёх жутких монстров. 2-я часть: В поисках кристаллов Черепашки и их новые друзья вынуждены спуститься ещё ниже - прямиком в подземные катакомбы под Нью-Йорком. Но именно здесь их поджидает опасность куда большая, чем все монстры вместе взятые… 3-я часть: Несмотря на предостережения Зверя и страхи Микеланджело, Черепашки-ниндзя всё-таки проникают в таинственный Город Мёртвых. И тут же понимают, что зря… |            |                                                             |                |                                                                                     |                                                                                  |
| 16 | 16         | «The King» «Король»                                         | Майкл Райан    | 31 мая 2003                                                                         | 24 апреля 2005                                                                   |
| Эта серия посвящена Джеку Кирби королю комиксов. Отправившись на починку водонагревателя, Донателло попадает в самое необычное приключение в своей жизни. И виной всему опять оказываются кристаллы… |            |                                                             |                |                                                                                     |                                                                                  |
| 1718 | 1718       | «The Shredder Strikes Back» «Шреддер наносит ответный удар» | Майкл Райан    | 7 июня 2003 (1-я часть) 14 июня 2003 (2-я часть)                                    | 30 апреля 2005 (1-я часть) 1 мая 2005 (2-я часть)                                |
| 1-я часть: Устав от вынужденного бездействия, Леонардо отправляется на ночную прогулку по крышам города. А спустя всего 5 минут на его след выходят ниндзя клана Фут… 2-я часть: Преследуя израненного Леонардо, Шреддер и его ниндзя врываются в магазинчик Эйприл, чтобы раз и навсегда покончить с нашими друзьями. Неужели в этот раз им это удастся?.. |            |                                                             |                |                                                                                     |                                                                                  |
| 19 | 19         | «Tales of Leo» «Рассказы Лео»                               | Марти Изенберг | 13 сентября 2003                                                                    | 7 мая 2005                                                                       |
| Чудом уцелев при взрыве магазина, Черепашки, Сплинтер, Эйприл и Кейси вынуждены на время укрыться в старом загородном домике Кейси. Но вот поправится ли Леонардо?.. |            |                                                             |                |                                                                                     |                                                                                  |
| 20 | 20         | «The Monster Hunter» «Охотник на монстров»                  | Майкл Райан    | 20 сентября 2003                                                                    | 8 мая 2005                                                                       |
| Основательно заскучавший Микеланджело теряет бдительность и, отправившись на прогулку по лесу, попадает в объектив видеокамеры. Почти сразу же на ферму Кейси приезжает доктор Абигаль Финн учёная и знаменитая охотница на монстров. И без таинственного "Зелёного Человека" уезжать она явно не намерена… |            |                                                             |                |                                                                                     |                                                                                  |
| 2123 | 2123       | «Return to New York» «Возвращение в Нью-Йорк»               | Марти Изенберг | 27 сентября 2003 (1-я часть) 4 октября 2003 (2-я часть) 11 октября 2003 (3-я часть) | 14 мая 2005 (1-я часть) 15 мая 2005 (2-я часть) 21 мая 2005 (3-я часть)          |
| 1-я часть: После нескольких месяцев вынужденного бездействия, Черепашки и их друзья возвращаются в Нью-Йорк, чтобы раз и навсегда покончить со Шреддером и его кланом Фут. Вот только удастся ли им это?.. 2-я часть: Очередная страшная опасность поджидает наших друзей в недрах небоскрёба Ороку Саки. На сей раз это три жутких клона Шреддера, каждый из которых был создан с одной единственной целью - уничтожать всё, что попадается им на пути! 3-я часть: Путём невероятных усилий нашей Четвёрке удаётся-таки добраться до цитадели Ороку Саки. Но здесь они сталкиваются с новой неожиданной опасностью - превратив самого себя в гигантского киборга, Бакстер Стокман намерен расквитаться со всеми своими врагами. И Черепашки-ниндзя в этом списке далеко не на последнем месте… |            |                                                             |                |                                                                                     |                                                                                  |
| 24 | 24         | «Lone Raph and Cub» «Рафаэль и малыш»                       | Эрик Люк       | 18 октября 2003                                                                     | 22 мая 2005                                                                      |
| Отправившись на поиски Сплинтера, Рафаэль встречает мальчика по имени Тайлер. А вместе с ним и неприятности! |            |                                                             |                |                                                                                     |                                                                                  |
| 2526 | 2526       | «The Search for Splinter» «Поиски Сплинтера»                | Грег Джонсон   | 25 октября 2003 (1-я часть) 1 ноября 2003 (2-я часть)                               | 21 декабря 2005 (1-я часть) 22 декабря 2005 (2-я часть)                          |
| 1-я часть: В поисках своего учителя, Черепашки обращаются за помощью к Стражам, но те неожиданно отказываются им помогать. Проследив за одним из них, Четвёрка выходит на некий "Космический Научно-Исследовательский Институт" ("TCRI"). Судя по всему, в стенах именно этого здания скрыты ответы на многие их вопросы… 2-я часть: Приложив немало усилий, Черепашкам удаётся таки проникнуть внутрь здания "TCRI". Но здесь их поджидают ещё более зловещие сюрпризы: оказывается все сотрудники Института - пришельцы, ловко маскирующие себя под людей… |            |                                                             |                |                                                                                     |                                                                                  |

### Сезон 2 (2003—2004)
| № общий | № в сезоне | Название | Автор сценария                                                                    | Премьера в США                                                                                               | Премьера в России (ТВ-3)                                                                                    |
| --- | ---------- | --- | --------------------------------------------------------------------------------- | --- | --- |
| 27 | 1          | «Turtles in Space, Part 1 - The Fugitoid» «Черепашки в космосе, Часть 1. Беглецоид»                                 | Майкл Райан                                                                       | 8 ноября 2003                                                                                                | 23 октября 2006                                                                                             |
| Черепашки не погибли, а телепортировались в космос, на неизвестную далёкую планету. Они спасают робота, преследуемого местными военными и оказываются затянутыми в конфликт между двумя враждующими государствами. |            | |                                                                                   | | |
| 28 | 2          | «Turtles in Space, Part 2 - The Trouble with Triceratons» «Черепашки в космосе, Часть 2. Заварушка с трицератонами» | Майкл Райан                                                                       | 15 ноября 2003                                                                                               | 24 октября 2006                                                                                             |
| Черепашки узнают что робота зовут Профессор Ханейкут. Он был учёным изобретшим телепортатор, и переместитель тел, но случайно переместился в тело своего робота ассистента. Генерал Федерации пытается захватить его и заставить построить телепортатор, чтобы победить заклятых врагов Федерации. |            | |                                                                                   | | |
| 29 | 3          | «Turtles in Space, Part 3 - The Big House» «Черепашки в космосе, Часть 3. Большой дом»                              | Майкл Райан                                                                       | 22 ноября 2003                                                                                               | 25 октября 2006                                                                                             |
| Трицератоны ловят черепашек и Фуджитоида. Черепашек отправляют в тюрьму, а робота ведут к верховному лидеру трицератонов. Последний ставит профессору выбор: либо тот строит телепортатор, либо он убьёт черепах. |            | |                                                                                   | | |
| 30 | 4          | «Turtles in Space, Part 4 - The Arena» «Черепашки в космосе, Часть 4. Арена»                                        | Майкл Райан                                                                       | 29 ноября 2003                                                                                               | 26 октября 2006                                                                                             |
| Черепашки сражаются с монстром на арене и с трудом побеждают. Фуджитоид сбегает от трицератонов, и помогает черепашкам. Вместе они придумывают план по перемещению черепашек домой. |            | |                                                                                   | | |
| 31 | 5          | «Turtles in Space, Part 5 - Triceraton Wars» «Черепашки в космосе, Часть 5. Войны трицератонов»                     | Майкл Райан                                                                       | 6 декабря 2003                                                                                               | 27 октября 2006                                                                                             |
| План в действии. Флот Республики и Федерации ведёт битву, в то время как Донателло с профессором строят телепортатор. |            | |                                                                                   | | |
| 32 | 68         | «Secret Origins» «Тайна происхождения»                                                                              | Эрик Люк (1-я часть) Майкл Райан (2-я часть) Марти Изенберг (3-я часть)           | 17 января 2004(1-я часть) 24 января (2-я часть) 31 января 2004 (3-я часть)                                   | 30 октября 2006(1-я часть) 31 октября 2006 (2-я часть) 1 ноября 2006 (3-я часть)                            |
| 1-я часть: Пришельцы из ИИКТ возвращают Черепах, Фуджитоида и некоторых военных Федерации и Республики Трицератонов на Землю. Сплинтер и директор ИИКТ - Морту, оказываются союзниками. Морту раскрывает черепахам, то что он тоже пришелец и решает рассказать историю расы Утромов, погрузив Черепах и Сплинтера в специальные коконы. 2-я часть: Бакстер Стокман проникает в здание ИИКТ и перепрограммирует устройство коконов так, что Черепашки и Сплинтер влияют на воссозданную виртуальную реальность в своих снах, и в ней сражаются со Шреддером во времена феодальной Японии. Тем временем здание ИИКТ штурмуют военные, но не они одни хотят в него проникнуть. 3-я часть: Утромы, Стражи, черепахи и Сплинтер сражаются против Шреддера и его приспешников. Целью Шреддера является месть Утромам. Стокман предаёт своего хозяина и сбегает. |            | |                                                                                   | | |
| 35 | 9          | «Reflections» «Отражения»                                                                                           | Роланд Гонсалес                                                                   | 14 февраля 2004                                                                                              | 2 ноября 2006                                                                                               |
| Черепашки вместе с учителем, и друзьями вспоминают свою историю, битвы со Шреддером, и понимают что его действия повлияли на рождение самих Черепах. |            | |                                                                                   | | |
| 36 | 10         | «The Ultimate Ninja» «Совершенный ниндзя»                                                                           | Майкл Райан                                                                       | 7 февраля 2004                                                                                               | 3 ноября 2006                                                                                               |
| Во время отдыха Черепах с друзьями, неизвестный атакует Леонардо из-за спины. Он вызывает Леонардо на поединок по его правилам, так как тот убил сильнейшего воина их мира - Ороку Саки. |            | |                                                                                   | | |
| 37 | 11         | «The Return of Nano» «Возвращение Нано»                                                                             | Эрик Люк                                                                          | 21 февраля 2004                                                                                              | 6 ноября 2006                                                                                               |
| Робот Нано восстанавливает своё тело. Желая обрести семью он вызволяет из тюрьмы вора, которого встретил и учёного, создавшую его. |            | |                                                                                   | | |
| 38 | 12         | «What a Croc!» «Что за Крок?»                                                                                       | Бен Таунсенд                                                                      | 28 февраля 2004                                                                                              | 7 ноября 2006                                                                                               |
| Эйприл готовится к переезду в новый дом. Микеланджело встречает в канализации крокодила-мутанта - Кожеголового. Он с братьями узнаёт его историю, которая была связана с Утромами. |            | |                                                                                   | | |
| 39 | 13         | «Return to the Underground» «Возвращение в подземный мир»                                                           | Марти Изенберг                                                                    | 6 марта 2004                                                                                                 | 8 ноября 2006                                                                                               |
| Донателло во время сна приходит идея превратить кристаллы из подземного города в жидкость, чтобы сделать из них антидот для людей заточённых там в форме монстров. Он возвращается с братьями, в подземный город, с помощью своего нового изобретения - Черепахопроходчика, дабы помочь старым друзьям. |            | |                                                                                   | | |
| 4042 | 1416       | «City at War» «Война в городе»                                                                                      | Эрик Люк (1-я часть) Марти Изенберг (2-я часть) Бен Таунсенд (3-я часть)          | 13 марта 2004(1-я часть) 20 марта 2004 (2-я часть) 27 марта 2004 (3-я часть)                                 | 9 ноября 2006(1-я часть) 10 ноября 2006 (2-я часть) 13 ноября 2006 (3-я часть)                              |
| 1-я часть: Наследница клана Фут и дочь Шреддера, Караи, решает отправиться в Нью-Йорк, чтобы остановить войну между различными группировками за владение территорией, вспыхнувшую после смерти Шреддера. Пурпурные драконы, Гангстеры и ниндзя клана Фут, руководимые элитной гвардией Шреддера противостоят друг другу. Леонардо ссорится с Рафаэлем, не слушает учителя Сплинтера и вмешивается в противостояние. 2-я часть: Черепашки спасаются от взрыва. Во время спора Леонардо с Рафаэлем, робот Стокмана нападает вновь. Черепахи временно объединяются с Футами. Караи получает изображение Леонардо с камер наблюдения убежища Фут. Хан вновь становится лидером Пурпурных драконов. 3-я часть: Караи просит помощи у черепах в восстановлении порядка в Нью-Йорке, обещая взамен отказаться от мести за смерть отца. Черепахи и Кейси соглашаются, но Рафаэль уходит. Стокман и главарь мафии выживают. Фальшивый Шреддер вновь созывает вест клан Фут и Пурпурных драконов. |            | |                                                                                   | | |
| 43 | 17         | «Junklantis» «Хламлантида»                                                                                          | Эрик Люк                                                                          | 3 апреля 2004                                                                                                | 14 ноября 2006                                                                                              |
| По городу прокатились слухи о том, что на подходе к гавани Нью-Йорка пропало около 15 кораблей. Донателло и Микеланджело, тестируя новую подводную лодку, натыкаются на возможную причину этому: по дну снуют десятки мусоровозов, которые разбирают затонувшие суда на обломки и отвозят к подводной крепости на дне Гудзона — Мусорлантиде. |            | |                                                                                   | | |
| 44 | 18         | «The Golden Puck» «Золотая шайба»                                                                                   | Майкл Райан                                                                       | 10 апреля 2004                                                                                               | 15 ноября 2006                                                                                              |
| Кейси и черепашки отправляются на хоккейный матч, призом к которому является Золотая Шайба. Некие грабители крадут ценный приз, а главные герои пытаются его вернуть. |            | |                                                                                   | | |
| 4546 | 1920       | «Rogue in the House» «Враг у ворот»                                                                                 | Эрик Люк (1-я часть) Бен Таунсенд (2-я часть)                                     | 17 апреля 2004 (1-я часть) 24 апреля 2004 (2-я часть)                                                        | 16 ноября 2006 (1-я часть) 17 ноября 2006 (2-я часть)                                                       |
| 1-я часть: Караи восстанавливает Шреддера с помощью технологий Утромов и передаёт ему власть над кланом Фут. Хан показывает Шреддеру Бакстера Стокмана в виде мозга с глазом в колбе и новых Футмексов, принимающих образ политиков (таких как президент США и премьер-министр Англии) и Сплинтера. Шреддер отправляет робота Сплинтера в канализацию на поиски Черепах. Тем временем те обнаруживают сбежавшего из здания ИИКТ Трицератона Зога, который из-за действия Земной атмосферы видит галлюцинации и принимает черепах за своих офицеров. 2-я часть: Черепашки, Сплинтер и Зог сражаются с силами Шреддера в его корабле на порту. Караи проявляет честь и не убивает безоружного Леонардо на глазах у отца, Хана и всей элиты Фут. |            | |                                                                                   | | |
| 47 | 21         | «April's Artifact» «Артефакт Эйприл»                                                                                | Марти Изенберг                                                                    | 1 мая 2004                                                                                                   | 23 декабря 2005                                                                                             |
| Эйприл находит странный артефакт у себя в магазине, и вместе с черепашками отправляется в другое измерение. |            | |                                                                                   | | |
| 48 | 22         | «Return of the Justice Force» «Возвращение Силы Справедливости»                                                     | Марти Изенберг                                                                    | 8 мая 2004                                                                                                   | 26 декабря 2005                                                                                             |
| Микеланджело с Кейси и друзьями идут в магазин за комиксами, и узнают что герои комиксов - Сила Справедливости настоящие. Но все они постарели, и теперь черепашки должны помочь борцам за справедливость в борьбе против врага. |            | |                                                                                   | | |
| 4952 | 2326       | «The Big Brawl» «Большая Драка»                                                                                     | Майкл Райан (1-я и 4-я части) Бен Таунсенд (2-я часть) Марти Изенберг (3-я часть) | 15 мая 2004 (1-я часть) 18 сентября 2004 (2-я часть) 25 сентября 2004 (3-я часть) 2 октября 2004 (4-я часть) | 20 ноября 2006 (1-я часть) 21 ноября 2006 (2-я часть) 22 ноября 2006 (3-я часть) 23 ноября 2006 (4-я часть) |
| 1-я часть: Сплинтер уходит в неизвестное место. Черепашки прослеживают за ним и видят, как их учитель открывает и входит в какой-то портал. Черепашки повторяют ритуал по призыву портала и идут за ним. Они попадают в мир между мирами - Нексус, где сейчас проходит Турнир сильнейших существ мультивселенной. Правитель этого мира - друг Сплинтера, Даймё. Черепашки и Сплинтер принимают участие в турнире. 2-я часть: В павильоне чемпионов прошлых лет на Леонардо нападают неизвестные ниндзя. Ему помогает ронин Миямото Усаги. Донателло выбывает в первом этапе Турнира. Во втором туре Микеланджело должен сразиться с учителем Сплинтером, Леонардо с Усаги, а Рафаэль со старым другом черепах - трицератоном Траксимусом. 3-я часть: Донателло и Усаги ведут Леонардо к лекарю. Микеланджело, Рафаэль и Ген проходят в Финал турнира. Сплинтер решает рассказать Даймё о случившемся и приходит в тот момент, когда Даймё ранят убийцы его сына. 4-я часть: Донателло и Усаги не дают воинам сына Даймё убить Леонардо. Вместе они идут спасать Даймё. Сын Даймё занимает место отца и обещает отдать его скипетр Драго. Микеланджело, Ген и Клах проходят в полуфиналы. Рафаэль и Траксимус узнают у горожан, что Сплинтер находится в темнице дворца. |            | |                                                                                   | | |

### Сезон 3 (2004—2005)
| № общий | № в сезоне | Название                                          | Автор сценария                                                           | Премьера в США                                                                     | Премьера в России (ТВ-3)                                                               |
| --- | ---------- | ------------------------------------------------- | ------------------------------------------------------------------------ | ---------------------------------------------------------------------------------- | -------------------------------------------------------------------------------------- |
| 5355 | 13         | «Space Invaders» «Космические захватчики»         | Дин Стефан (1-я часть) Эрик Люк (2-я часть) Марти Изенберг (3-я часть)   | 9 октября 2004 (1-я часть) 16 октября 2004 (2-я часть) 23 октября 2004 (3-я часть) | 8 сентября 2007 (1-я часть) 9 сентября 2007 (2-я часть) 9 сентября 2007 (3-я часть)    |
| 1-я часть: Вторжение началось! Трицератоны напали на Землю. И всё из-за Фуджитоида, которого в данный момент нет на Земле. 2-я часть: Кейси и Эцприл раздали гражданским в Ценнтральном парке бластеры Трицератонов. Пришельцы отступили, но поймали Донателло, чтобы привести его к Импепатору Занрамону. Трицератонские корабли подняли Пекин в небо. 3-я часть: Леонардо, Рафаэль и Микеланджело встретили группу революционеров трицератонов во главе с Траксимусом. Вместе с ними Айя, Клах и Монзеран со своим Звёздным Отрядом. Донателло рассказывает Занрамону, что Фуджитоид покинул Землю, но не может сказать куда тот направился. Чтобы узнать местонахождение Фуджитоида на Донателло надевают мозговой зонд - устройство для считывания памяти существ.                                                            |            |                                                   |                                                                          |                                                                                    |                                                                                        |
| 5658 | 46         | «Worlds Collide» «Столкновение миров»             | Бен Таунсенд (1-я часть) Марти Изенберг (2-я часть) Эрик Люк (3-я часть) | 30 октября 2004 (1-я часть) 6 ноября 2004 (2-я часть) 13 ноября 2004 (3-я часть)   | 15 сентября 2007 (1-я часть) 15 сентября 2007 (2-я часть) 16 сентября 2007 (3-я часть) |
| 1-я часть: Фуджитоид возвращается на Землю и отправляет послание Занрамону, о том что он сдаётся. Позже он связывается с Черепахами и встретив их, говорит о том, что стёр всю информацию о телепортаторе из своей памяти. 2-я часть: Правительство захватывает черепах с Фуджитоидом. Кейси и Эйприл зовут на помощь мастера Сплинтера, чтобы найти черепах. Черепахи и Фуджитоид оказываются в плену у Бишопа, который отдаёт роботс генералу Бланку. 3-я часть: Бишоп противостоит Черепахам, Сплинтеру, Кейси, Эйприл и Кожеголовому. После недолгой борьбы он сбегает. Герои направляются к Профессору Ханейкуту. Генерал Бланк добывает память Фуджитоида, но в ней не оказывается схем телепортатора. Профессор дарит свой сюрприз флоту Федерации и Республики, который он и создал перед тем как он ушел с мира Утромов. |            |                                                   |                                                                          |                                                                                    |                                                                                        |
| 59 | 7          | «Touch and Go» «Тач и Гоу»                        | Майкл Райан                                                              | 20 ноября 2004                                                                     | 16 сентября 2007                                                                       |
| После вторжения пришельцев город начинает поправляться, но после того как люди замечают на улице Рафа они погнались за ним, и он скрылся в случайном доме, у милой старушки. А Майки со Сплинтером сражаются с наёмниками-мистером Тачем и Гоу. |            |                                                   |                                                                          |                                                                                    |                                                                                        |
| 60 | 8          | «Hunted» «Беглец»                                 | Бен Таунсенд                                                             | 27 ноября 2004                                                                     | 22 сентября 2007                                                                       |
| Кожеголовый сходит с ума. |            |                                                   |                                                                          |                                                                                    |                                                                                        |
| 61 | 9          | «H.A.T.E.» «Г. Н. Е. В.»                          | Марти Изенберг                                                           | 4 декабря 2004                                                                     | 22 сентября 2007                                                                       |
| Донателло и Рафаэль гонятся за психом в грузовике. |            |                                                   |                                                                          |                                                                                    |                                                                                        |
| 62 | 10         | «Nobody's Fool» «Никто»                           | Грег Джонсон                                                             | 11 декабря 2004                                                                    | 23 сентября 2007                                                                       |
| В городе появляется новый борец с преступностью - таинственный Никто. |            |                                                   |                                                                          |                                                                                    |                                                                                        |
| 63 | 11         | «The Lesson» «Урок»                               | Майкл Райан                                                              | 18 декабря 2004                                                                    | 29 сентября 2007                                                                       |
| Черепашки рассказывают Эйприл историю о том как они в детстве выйдя на поверхность «играли в сенсеев» учя обычного мальчишку быть сильным. Но кто мог подумать кем оказался этот мальчик. |            |                                                   |                                                                          |                                                                                    |                                                                                        |
| 64 | 12         | «The Christmas Aliens» «Рождественские пришельцы» | Майкл Райан                                                              | 25 декабря 2004                                                                    | 8 сентября 2007                                                                        |
| Черепахи готовятся к Рождеству и приглашают всех своих друзей. В рождество Микеланджело находит рыжего котёнка которого называет Кланк, и возвращает украденные бандитами, рождественские подарки. |            |                                                   |                                                                          |                                                                                    |                                                                                        |
| 65 | 13         | «New Blood» «Свежая кровь»                        | Марти Изенберг                                                           | 22 января 2005                                                                     | 23 сентября 2007                                                                       |
| Чаплин создаёт робо-копии Караи, для уничтожения черепах. |            |                                                   |                                                                          |                                                                                    |                                                                                        |
| 66 | 14         | «The Darkness Within» «Тьма внутри»               | Бен Таунсенд                                                             | 29 января 2005                                                                     | 29 сентября 2007                                                                       |
| Ангел просит черепашек о помощи. Её брат Райан на стройке нашёл старинную монету и решил найти клад, пойдя в старинное здание, но не вернулся. Вместе они прибывают в здание принадлежавшие некому С. Ф. Волпахарту. Ангел находит секретную лестницу ведущую вниз и все они туда направляются. |            |                                                   |                                                                          |                                                                                    |                                                                                        |
| 67 | 15         | «Mission of Gravity» «Гравитационная миссия»      | Марти Изенберг                                                           | 5 февраля 2005                                                                     | 30 сентября 2007                                                                       |
| Ороку Саки решает забрать генератор, оставленный трицератонами в ныне летающем Пекине, но при этом город должен упасть с огромной высоты! Но его дочь желает избежать этого и тайно договаривается с черепашками о помощи. |            |                                                   |                                                                          |                                                                                    |                                                                                        |
| 68 | 16         | «The Entity Below» «Хранитель пустоты»            | Грег Джонсон                                                             | 12 февраля 2005                                                                    | 30 сентября 2007                                                                       |
| Во всём городе отключили электричество, и кристаллы из подземелья начали очень сильно светится. В этом замешано существо, черепашки едут в подземелье, и видят что там пробудился город. Существо по-прежнему негативно настроено, но там есть не только он… |            |                                                   |                                                                          |                                                                                    |                                                                                        |
| 69 | 17         | «Time Travails» «Затерянные во времени»           | Боб Форвадр                                                              | 19 февраля 2005                                                                    | 6 октября 2007                                                                         |
| Некая ученица-стажёр Лорда Времени - Рене из 79- 0 времени, украла скипетр времени и переместилась к черепахам. Лорд Синхронность пришёл за ней. Рене переместила себя и Черепах в 1406 год в средневековую Европу к Саванти Ромеро. |            |                                                   |                                                                          |                                                                                    |                                                                                        |
| 70 | 18         | «Hun on the Run» «Хан на задании»                 | Майкл Райан                                                              | 26 февраля 2005                                                                    | 6 октября 2007                                                                         |
| Бишоп похитил Караи, когда она пыталась укрась у него технологии. И теперь говорит Шреддеру Караи в обмен на его технологии. Шреддер не собирается ничего отдавать Бишопу, и даёт Хану последнюю миссию, чтобы вновь подтвердить свою верность. |            |                                                   |                                                                          |                                                                                    |                                                                                        |
| 71 | 19         | «Reality Check» «Проверка реальности»             | Кристофер Йост                                                           | 5 марта 2005                                                                       | 7 октября 2007                                                                         |
| После того как Драко и сын Даймё слились и завладели скипетром времени, они появляются в доме черепах и отправляют их всех по разным мирам и временам. Майки очнулся в мире где все черепашки - супергерои. |            |                                                   |                                                                          |                                                                                    |                                                                                        |
| 72 | 20         | «Across the Universe» «Гонка через всю вселенную» | Грег Джонсон                                                             | 12 марта 2005                                                                      | 7 октября 2007                                                                         |
| После того как Драко и сын Даймё слились и завладели скипетром времени, они появляются в доме черепах и отправляют их всех по разным мирам и временам. Рафаэль попадает в мир монстров, и гонок! |            |                                                   |                                                                          |                                                                                    |                                                                                        |
| 73 | 21         | «Same As It Never Was» «То, чего никогда не было» | Кристофер Йост                                                           | 19 марта 2005                                                                      | 13 октября 2007                                                                        |
| После того как Драко и сын Даймё слились и завладели скипетром времени, они появляются в доме черепах и отправляют их всех по разным мирам и временам. Донатэлло оказывается в альтернативном мире, где Шреддер захватил Землю. |            |                                                   |                                                                          |                                                                                    |                                                                                        |
| 7475 | 2223       | «The Real World» «Реальный мир»                   | Кристофер Йост (1-я часть) Майкл Райан (2-я часть)                       | 26 марта 2005 (1-я часть) 2 апреля 2005 (2-я часть)                                | 13 октября 2007 (1-я часть) 14 октября 2007 (2-я часть)                                |
| 1-я часть: После того как Драко и сын Даймё слились и завладели скипетром времени, они появляются в доме черепах и отправляют их всех по разным мирам и временам. Леонардо попадает в мир Усаги и помогает ему, принцессе панде, и её отцу. 2-я часть: Леонардо с Усаги приходят в мир Нексус и Леонардо просит Даймё о помощи. Тот винит Леонаодо, его семью и друга в утрате сына и приказывает посадить его с Усаги в подземелье, но они сбегают. Леонардо с Усаги крадут скипетр Даймё. Гойожи видит это, но хочет помочь и говорит Леонардо, чтобы тот призвал свою семью, а после неудачной попытки забирает скипетр Даймё. |            |                                                   |                                                                          |                                                                                    |                                                                                        |
| 76 | 24         | «Bishop's Gambit» «Гамбит Бишопа»                 | Грег Джонсон                                                             | 9 апреля 2005                                                                      | 14 октября 2007                                                                        |
| Бишоп собирал ДНК мутантов для создания армии суперсолдат. Но ему нужен был Сплинтер для первого опыта. Он запускает в канализацию устройства издающие высокочастотный звук, доставляющий боль крысам. Черепахи увозят Сплинтера из дома, в надежде, что звук исчезнет, но он исходит во всём городе. Военные ловят черепах и сенсея Сплинтера. Второго привозят к Бишопу, а черепах он приказывает устранить. |            |                                                   |                                                                          |                                                                                    |                                                                                        |
| 7778 | 2526       | «Exodus» «Исход»                                  | Кристофер Йост (1-я часть) Грег Джонсон (2-я часть)                      | 16 апреля 2005 (1-я часть) 23 апреля 2005 (2-я часть)                              | 20 октября 2007 (1-я часть) 20 октября 2007 (2-я часть)                                |
| 1-я часть: Ороку Саки объявляет крупное мероприятие по поводу его якобы переезда. Но на самом деле он планирует улететь на звездолёте в космос, дабы отомстить Утромам. И Бишоп, и черепашки пытаются его остановить. 2-я часть: Караи, Чаплин и Шреддер улетают на своём корабле, но на него садятся и черепахи с учителем Сплинтером. Шреддер решает сам их убить в своём новом экзоскелете. Бишоп направляет свои ракеты на корабль Ороку Саки. Бакстер Стокман взламывает защиту корабля Шреддера и ракеты наносят по нему удар. Шреддер сражается со всеми противниками. Леонардо сражается с Караи. |            |                                                   |                                                                          |                                                                                    |                                                                                        |

### Сезон 4 (2005—2006)
| № общий | № в сезоне | Название                                                                                                  | Автор сценария  | Премьера в США                                        | Премьера в России (ТВ-3)                              |
| --- | ---------- | --- | --------------- | ----------------------------------------------------- | ----------------------------------------------------- |
| 79 | 1          | «Cousin Sid» «Кузен Сид»                                                                                  | Кристофер Йост  | 10 сентября 2005                                      | 21 октября 2007                                       |
| После финальной битвы со Шреддером, черепашки идут на поправку, но они всё ещё сильно ранены. У кого то сломаны ноги, у кого то руки, а у кого и плечи. Но кто-то вообще поджарен. Но тем не менее у черепашек появился редкий момент отдохнуть. А не тут то было. К Кейси приезжает некий Кузен Сид, который связался с пурпурными драконами. И который пообещал им наследство дома Джонсов. Черепашки за исключением Рафа, даже раненные расправляются с драконами. Но в итоге оказывается что наследства не было. |            | |                 |                                                       |                                                       |
| 80 | 2          | «The People's Choice» «Выбор народа»                                                                      | Бен Хоукинс     | 17 сентября 2005                                      | 21 октября 2007                                       |
| Черепашки идут на поправку, они уже могут ходить, и бегать. Они встречают девушку то ли из другой реальности, то ли с другой планеты. Но она тут не одна, и черепашкам придётся сразится с силами стихий. |            | |                 |                                                       |                                                       |
| 81 | 3          | «Sons of the Silent Age» «Сыновья безмолвия»                                                              | Стив Мёрфи      | 1 октября 2005                                        | 27 октября 2007                                       |
| Эйприл начинает чувствовать что-то странное. Какие то видения преследуют её повсюду, и люди-рыбы. Которые живут в озере рядом с домом. |            | |                 |                                                       |                                                       |
| 82 | 4          | «Dragon's Brew» «Замысел драконов»                                                                        | Майкл Райан     | 8 октября 2005                                        | 27 октября 2007                                       |
| Пурпурные драконы находят мутанта, который был моряком, и отправляют его в «свободное плавание», черепашки гонятся за ним, он постепенно вспоминает прошлую жизнь. В итоге Лео говорит отпустить его. |            | |                 |                                                       |                                                       |
| 83 | 5          | «I, Monster» «Я, монстр»                                                                                  | Брэндон Совьер  | 15 октября 2005                                       | 28 октября 2007                                       |
| Тот самый гамбит Бишопа не погиб. Он потерял память, но частично воспоминания проскальзывают в голове в виде видений. Он стал управлять крысами, и можно сказать стал Крысиным королём. Черепашки решили прогуляться и поиграть в прятки, в местностях где обитает крысиный король. Последний ловит Майки и натравливает на него крыс, но черепашка спасается. Братья решают разобраться во всём, и в итоге уходят. А король так и остаётся там, говоря что он ещё долго будет снится им в кошмарах, и что он - Монстр. |            | |                 |                                                       |                                                       |
| 84 | 6          | «Grudge Match» «Бой из зависти»                                                                           | Кристофер Йост  | 22 октября 2005                                       | 28 октября 2007                                       |
| За Майки приходит тот кого он победил в битве Нексуса, и просит реванша. Но в прошлый раз Майки победил его случайно. А в этот раз случайность вряд ли произойдёт. Тем временем родственники противника пытаются украсть сына Даймио тем самым надавив на него в личных целях. |            | |                 |                                                       |                                                       |
| 85 | 7          | «A Wing and a Prayer» (альтер. «Крылья и молитвы») «Крылатые монстры»                                     | Бен Хоукинс     | 24 октября 2005                                       | 3 ноября 2007                                         |
| В городе объявляются какие-тo то ли ангелы, то ли архангелы, один из них хороший, а другой плохой, можно сказать демон. Между их народами идёт война, и он просит у черепашек помощь. Черепашки идут примерять новые костюмы. |            | |                 |                                                       |                                                       |
| 86 | 8          | «Bad Day» «Сложный день»                                                                                  | Брэндон Совьер  | 5 ноября 2005                                         | 3 ноября 2007                                         |
| Сначала на тренировке дом черепах затапливает, убивая котика Майки Кланка. Потом Бишоп со всем миром начинает на них охоту, Кейси с Эйприл погибают. Все враги черепах, от пурпурных драконов и до Шреддера дерутся с ними. Шреддер жестоко всех избивает, но потом выясняется что герои не вышли из транса. Они берут ситуацию в руки, и понимают что это проделки ниндзя стихий которых они побеждают на ментально-астральном уровне. Черепашки и сенсей вышли из транса, и поняли что с этим нужно быть поаккуратнее. |            | |                 |                                                       |                                                       |
| 87 | 9          | «Aliens Among Us» «Пришельцы среди нас»                                                                   | Кристофер Йост  | 12 ноября 2005                                        | 4 ноября 2007                                         |
| У Бишопа в лаборатории есть пришельцы пойманные аж в 40ых годах. И сейчас Бишоп их разбудил и использует в личных целях. А черепашки должны его остановить. |            | |                 |                                                       |                                                       |
| 88 | 10         | «Dragons Rising» (альтер. «Восхождение драконов») «Битва драконов»                                        | Майкл Райан     | 19 ноября 2005                                        | 4 ноября 2007                                         |
| Хан проворачивает очередную операцию. Кейси с панцирными друзьями решает схватить его. Лео становится злее. Кейси устраивает с Ханом битву на грузовике, и решает отомстить за магазин отца. |            | |                 |                                                       |                                                       |
| 89 | 11         | «Still Nobody» (альтер. «Бесшумный Никто») «Черепашки-ниндзя спешат на помощь»                            | Бен Хоукин      | 26 ноября 2005                                        | 5 ноября 2007                                         |
| Никто продолжает борьбу с преступностью. |            | |                 |                                                       |                                                       |
| 90 | 12         | «All Hallows Thieves» (альтер. «Всё адское отродье») «Король воров»                                       | Гэвин Хайднайт  | 29 октября 2005                                       | 5 ноября 2007                                         |
| В Нью-Йорке Хэллоуин. Это единственный день в году, когда черепашки могут спокойно ходить по улицам днём, и не боятся что их раскроют ведь можно сказать что это костюмы. Но в этот раз в городе стали появляться не просто дети в костюмах, а настоящие монстры. |            | |                 |                                                       |                                                       |
| 91 | 13         | «Samurai Tourist» (альтер. «Туристы-самураи») «Неожиданные гости»                                         | Кристофер Йост  | 3 декабря 2005                                        | 10 ноября 2007                                        |
| К черепашкам приходит в гости Усаги со своим другом носорогом. Который спокойно выходит на улицы Нью-Йорка и сражается со злодеем. |            | |                 |                                                       |                                                       |
| 92 | 14         | «The Ancient One» (альтер. «Старейший») «В поисках истины»                                                | Стив Мёрфи      | 10 декабря 2005                                       | 10 ноября 2007                                        |
| На тренировке Лео сильно разозлился, и когда мастер Сплинтер сказал что в нём слишком много гнева, и ему нужно многому научиться, Лео сказал что он уже всему научился, и Лео ранил сенсея. Сплинтер сказал что Лео прав, и что ему пора учиться у другого учителя, кем является Старейший. Он учил мастера Йоши. И Лео отправился в длинный путь, в ходе которого он столкнётся с великанами, противным толстым и вонючим стариком, и в итоге Лео поймёт что он не смирился с тем что тогда во время последней битвы со Шреддером он не смог помочь братьям и сенсею, он ничего не мог сделать, но теперь он смирился с этим.                                                                 |            | |                 |                                                       |                                                       |
| 93 | 15         | «Scion of the Shredder» «Наследник Шреддера»                                                              | Юджин Сон       | 4 февраля 2006                                        | 11 ноября 2007                                        |
| Прошло время, Лео всё ещё не вернулся. На дом черепашек нападает… Шреддер! На самом деле, это Караи, которая одела доспехи отца, и отомстила тем, кто разрушил все его планы. Она разбивает шар Сплинтера который ему подарили утромы, и ранит сенсея. Донни уезжает со Сплинтером на подлодке. Но воины Караи подбивают и взрывают их! Раф уезжает на броневездеходе черепах, но его подрывают воины Караи. А Майки уезжает на буре, с котёнком Кланком. Но воины Караи подрывают его бур, и окончательно разрушают дом черепашек. Караи уничтожила почти всех, остался Леонардо. |            | |                 |                                                       |                                                       |
| 94 | 16         | «Prodigal Son» (альтер. «Блудный сын») «Опасная схватка»                                                  | Гэвин Хайднайт  | 11 февраля 2006                                       | 11 ноября 2007                                        |
| Леонардо возвращается домой и находит, что логово лежит в руинах, а его семья пропала без вести. Его поиск ответов и его семья в конечном итоге привели его к осознанию того, что Караи больше не является союзником. |            | |                 |                                                       |                                                       |
| 95 | 17         | «Outbreak» «Нападение мутантов»                                                                           | Кристофер Йост  | 18 февраля 2006                                       | 17 ноября 2007                                        |
| После вторжения, организованного агентом Бишопом, генетический материал реплицированных пришельцев соединяется с обитателями канализации и окружающих водных путей, вызывая вспышку мутантов. Опасаясь распространения эпидемии, Бишоп посылает Бакстера Стокмана сдержать угрозу. Тем временем черепахи ищут предметы для обустройства своего нового логова, но теперь должны столкнуться с угрозой нападения мутантов, во время которого один из них задел Дона. |            | |                 |                                                       |                                                       |
| 96 | 18         | «Trouble with Augie» (альер. «Неприятности с Огги») «Друзья и враги»                                      | Юджин Сон       | 25 февраля 2006                                       | 17 ноября 2007                                        |
| Эйприл находит одну вещь, и вспоминает о дяде Огги который бесследно пропал. Эйприл с Доном так же бесследно пропадают. |            | |                 |                                                       |                                                       |
| 97 | 19         | «Insane in the Membrane» (альтер. «Безумец в клетке») «Кто виноват?»                                      | Мэттью Дрдек    | 14 октября 2006 (Великобритания) 2 августа 2015 (США) | 18 ноября 2007                                        |
| Вспышка мутантов продолжает распространяться по канализации и туннелям метро, в то время как черепахи пытаются сдержать угрозу. В Зоне 51, Бакстер Стокман готовит новое тело для переноса мозга, несмотря на предупреждения агента Бишопа. Когда тело Стокмана начинает проявлять признаки отторжения, он впадает в бред, что приводит к ярости против человека, который, по его мнению, вызвал все его проблемы — Эйприл О’Нил. В конце концов, видя Эйприл своей матерью из-за своих заблуждений, Стокман жертвует собой, утонув в Ист-Ривер, передавая её черепахам и Кейси. |            | |                 |                                                       |                                                       |
| 9899 | 2021       | «Return of Savanti» (альтер. «Возвращение Саванти») «Месть Колдуна»                                       | Кристофер Йост  | 11 марта 2006 (1-я часть) 18 марта 2006 (2-я часть)   | 18 ноября 2007 (1-я часть) 24 ноября 2007 (2-я часть) |
| 1-я часть: У Саванти Ромеро скипетр времени, и он решает отомстить черепашкам. 2-я часть: Ренет помогает черепашкам. Битва с Саванти началась. |            | |                 |                                                       |                                                       |
| 100 | 22         | «Tale of Master Yoshi» (альтер. «История о мастере Йоши») «История о мастере»                             | Стив Мёрфи      | 4 марта 2006                                          | 24 ноября 2007                                        |
| Лео рассказывает братьям историю о Мастере Йоши. |            | |                 |                                                       |                                                       |
| 101 | 23         | «Adventures in Turtle Sitting» (альтер. «Приключения в Доме Черепашек») «Превращение в чудовище, Часть 1» | Роланд Гонсалес | 25 марта 2006                                         | 25 ноября 2007                                        |
| 1-я часть: Черепахи продолжают бороться с, казалось бы, непреодолимой вспышкой мутантов, но они оставляют Донателло под присмотром Эйприл и Кейси, когда он становится очень больным. Однако болезнь Донателло — это не просто простуда; он находится на заключительной стадии вторичной мутации, которая превращает его в дикого зверя, для захвата которого другие черепахи и Кожеголовый должны работать вместе. Тем временем Бишоп поднимает мозг Стокмана со дна Ист-Ривер и воскрешает Стокмана в теле полумонстра-полукиборга. |            | |                 |                                                       |                                                       |
| 102103 | 2425       | «Good Genes» (альтер.««Хорошие гены»1-2») «Превращение в чудовище, Часть 2-3»                             | Кристофер Йост  | 1 апреля 2006 (1-я часть) 8 апреля 2006 (2-я часть)   | 25 ноября 2007 (1-я часть) 1 декабря 2007 (2-я часть) |
| 2-я часть: Когда становится очевидно, что вторичная мутация Донателло вызывает дегенерацию его тела, черепахи и Кожеголовый соглашаются, что они должны пойти прямо в штаб-квартиру агента Бишопа, чтобы потребовать лекарство. Этот сценарий оказывается случайным, так как Бишоп предлагает помочь черепахам, если они извлекут древнюю технологию у Футов. 3-я часть: Черепахи соглашаются на предложение Бишопа в обмен на лекарство от вторичной мутации Донателло. Они участвуют в проникновении в штаб-квартиру Футов и извлечении сердца Тэнгу. Однако у Бишопа нет лекарства для Донателло, и возвращение сердца Тэнгу оказывается основой для плана, который даже Бишоп не понимает. |            | |                 |                                                       |                                                       |
| 104 | 26         | «Ninja Tribunal» (альтер. «Ниндзя Трибунал») «Добро и зло»                                                | Майкл Райан     | 15 апреля 2006                                        | 1 декабря 2007                                        |
| Черепашки гуляют по крышам зданий, чтобы Донателло смог ускорить восстановление после излечения от вторичной мутации. Неожиданно они понимают что за ними следят. На них напали какие то деревянные роботы-ниндзя. Братья дают сильный отпор, но ниндзя их вырубают. Сплинтер чувствует что-то неладное и встречается со старейшим. Черепашки очнулись в какой-то клетке. Выйдя из неё они нашли свои оружия, и взяли их. Они встретили группу людей которые тоже не понимают что происходит. Все они идут в какую-то комнату. Там целых 4 Шреддера. Оказывается, что это легендарный Трибунал Ниндзя и что они хорошие ребята. Они просят черепах о помощи.                                   |            | |                 |                                                       |                                                       |

### Сезон 5: Ninja Tribunal (2006)
Это единственный сезон мультсериала, который официально не транслировался в России, однако имеется фанатские дубляж oт двух разных студий — Nexus и Flarrow films.
| № общий | № в сезоне | Название                                               | Автор сценария                                     | Премьера в США                                   | Премьера в России (YouTube-канал БАБЛИНСКИЙ)            |
| --- | ---------- | ------------------------------------------------------ | -------------------------------------------------- | ------------------------------------------------ | ------------------------------------------------------- |
| 105 | 1          | «Lap of the Gods» (альтер. «Пища богов») «Длань богов» | Кристофер Йост                                     | 22 апреля 2006                                   | 17 сентября 2022                                        |
| Черепашки начинают обучение у Трибунала Ниндзя. Их ждёт первый урок, который они должны усвоить. |            |                                                        |                                                    |                                                  |                                                         |
| 106 | 2          | «Demons and Dragons» «Демоны и драконы»                | Джо Келли                                          | 29 апреля 2006                                   | 24 сентября 2022                                        |
| Черепашки и аколиты отправляются за первым артефактом. Леонардо был ранен в схватке с демонами. В конце серии Ниндзя Трибунал сообщает им, что мистики собираются воскресить истинного Тэнгу-Шреддера. |            |                                                        |                                                    |                                                  |                                                         |
| 107 | 3          | «Legend of the 5 Dragons» «Легенда о Пяти Драконах»    | Дэнни Фингерот                                     | 6 мая 2006                                       | 1 октября 2022                                          |
| Черепашки тренируются с Трибуналом Ниндзя, чтобы предотвратить воскрешение Шреддера. Но Сплинтер и Старейший выражают серьёзные сомнения в доверии Трибуналу, оставляя черепах в замешательстве. Если они все согласны с целью, то почему сомневаются? Чтобы объяснить черепахам опасность, Сплинтер и Старейший раскрывают Тайную историю Трибунала… в том числе и истинное происхождение Шреддера! |            |                                                        |                                                    |                                                  |                                                         |
| 108 | 4          | «More Worlds Than One» «Миров больше чем один»         | Кристофер Йост                                     | 13 мая 2006                                      | 8 октября 2022                                          |
| Черепашки и их друзья упорно обучаются с Трибуналом Ниндзя и познают свои умения. |            |                                                        |                                                    |                                                  |                                                         |
| 109 | 5          | «Beginning of the End» «Начало конца»                  | Джо Келли                                          | 20 мая 2006                                      | 15 октября 2022                                         |
| Ниндзя-мистики похищают из логова Трибунала Ниндзя все артефакты своего хозяина Тэнгу-Шреддера и готовы его воскресить. |            |                                                        |                                                    |                                                  |                                                         |
| 110 | 6          | «Membership Drive» «Набор добровольцев»                | Кристофер Йост                                     | 27 мая 2006                                      | 22 октября 2022                                         |
| Силы справедливости набирают супергероев в их отряд. Майки желает туда вступить как Черепашка-Титан, Лео же видит в этом шанс приобрести союзника в борьбе с Тэнгу-Шреддером. В серии возвращается Нано, под контроль которого на этот раз берёт Бакстер Стокман. |            |                                                        |                                                    |                                                  |                                                         |
| 111112 | 78         | «New World Order» «Новый мировой порядок»              | Дэнни Фингерот (1-я часть) Мэтью Дрдек (2-я часть) | 3 июня 2006 (1-я часть) 10 июня 2006 (2-я часть) | 26 ноября 2022 (1-я часть) 3 декабря 2022 (2-я часть)   |
| 1-я часть: Оригинальный мистический Шреддер полностью воскрешён зловещими Фут-мистиками, чья первая повестка дня — уничтожить Караи, поддельного Шреддера, лично. И, в то время как черепахи являются врагами обоих Шреддеров, они понимают, что если оригинальный Шреддер победит, его цель создания мира, полного хаоса и разрушения будет на один шаг ближе к тому, чтобы стать реальностью. 2-я часть: В их попытке спасти Караи от Фут-мистиков и Истинного Шреддера черепахи оказываются в яростной битве, наполненной магией и боевыми искусствами, где они используют всё, чему их научил Трибунал Ниндзя. Но хватит ли этого для побега с тяжелораненой Караи и собственной жизнью? |            |                                                        |                                                    |                                                  |                                                         |
| 113 | 9          | «Fathers and Sons» «Отцы и сыновья»                    | Роланд Гонсалес                                    | 17 июня 2006                                     | 10 декабря 2022                                         |
| Уставшие после первой битвы с новым Шреддером, черепахи сомневаются, что смогут победить его. Чтобы поднять им настроение, Сплинтер и Старейший рассказывают историю о гораздо более молодых днях черепах. История показывает, что, хотя черепахи были маленькими, они преодолели невозможные шансы победить тёмного и мистического фантома, стремящегося вернуть к жизни Истинного Шреддера, хотя они могут и не помнить этого. |            |                                                        |                                                    |                                                  |                                                         |
| 114 | 10         | «Past and Present» «Прошлое и настоящее»               | Джо Келли                                          | 24 июня 2006                                     | 17 декабря 2022                                         |
| Тэнгу-Шреддер начинает строить новую династию в Нью-Йорке, превращая весь остров в адский кошмар. Черепахи объединяются с Караи в смелом плане направить собственную жизненную энергию Шреддера против него из мистических «замковых камней» вокруг Манхэттена, но будет ли этого достаточно? |            |                                                        |                                                    |                                                  |                                                         |
| 115116 | 1112       | «Enter the Dragons» «Битва драконов»                   | Кристофер Йост                                     | 1 июля 2006 (1-я часть) 8 июля 2006 (2-я часть)  | 24 декабря 2022 (1-я часть) 31 декабря 2022 (2-я часть) |
| 1-я часть: Демонический Шреддер превратил Нью-Йорк в кошмарную версию феодальной Японии, а остальной современный мир — следующий на очереди! Но у черепах есть план, и если потребуется объединиться с некоторыми из их бывших врагов, чтобы довести борьбу до Шреддера, так тому и быть… потому что, если они потерпят неудачу, вся жизнь, которую они знали, перестанет существовать. 2-я часть: С помощью своих ближайших союзников и самых опасных врагов, черепахи пробились через демоническую версию Нью-Йорка, чтобы противостоять Шреддеру раз и навсегда! Теперь черепахи должны выложить всё, что у них есть, и у них нет выбора, кроме как сосредоточить свою энергию и стать их собственными мистическими аватарами… Драконами. Этой ночью Черепашки-Ниндзя встретят свою судьбу: жизнь или смерть! |            |                                                        |                                                    |                                                  |                                                         |

### Сезон 6: Fast Forward (2006—2007)
| № общий | № в сезоне | Название                                                                            | Автор сценария  | Премьера в США   | Премьера в России (ТВ-3) |
| --- | ---------- | ----------------------------------------------------------------------------------- | --------------- | ---------------- | ------------------------ |
| 117 | 1          | «Future Shellshock» «Прыжок в будущее»                                              | Марти Изенберг  | 29 июля 2006     | 2 декабря 2007           |
| Черепашки по нелепому стечению обстоятельств попадают в 2105 год. Теряют Майки, знакомятся с Коуди Джонсом, потомком Эйприл и Кейси, и с новым злодеем Электроником (Jammerhead). |            |                                                                                     |                 |                  |                          |
| 118 | 2          | «Obsolete» (Окно времени) «Устаревшие»                                              | Адам Бичин      | 5 августа 2006   | 2 декабря 2007           |
| Дариус Дан, дядя Коуди, хочет удерживать контроль над племянником. Из-за черепах он теряет влияние, поэтому посылает Иноваши Ганджин на особое задание. |            |                                                                                     |                 |                  |                          |
| 119 | 3          | «Home Invasion» (Ловушка для черепашек) «Вторжение домой»                           | Рич Фогел       | 12 августа 2006  | 8 декабря 2007           |
| Вирус (Вайрал) проникает в пентхаус Коуди, чтобы похитить коды от компьютеров "О'Нил тек". |            |                                                                                     |                 |                  |                          |
| 120 | 4          | «Headlock Prime» «Бойцовский турнир»                                                | Стивен Мелчинг  | 30 сентября 2006 | 8 декабря 2007           |
| Лео и Раф идут смотреть рестлинг 2105 года, но он не так интересен, как раньше, до тех пор, пока не появляется злодей Трёхголовый. |            |                                                                                     |                 |                  |                          |
| 121 | 5          | «Playtime's Over» «Игра окончена»                                                   | Джулия Левальд  | 7 октября 2006   | 9 декабря 2007           |
| Майки прошёл игру "Хеликс" и отправляется в магазин за второй частью, но Джаммерхед крадёт копии игр. |            |                                                                                     |                 |                  |                          |
| 122 | 6          | «Bishop to Knight» «Возвращение Бишопа»                                             | Стив Мёрфи      | 14 октября 2006  | 9 декабря 2007           |
| Бишоп появляется и рассказывает, что ныне он не враг черепахам, а является президентом межгалактического союза, и просит их о помощи в поимке контрабандиста Торбина Зикса. |            |                                                                                     |                 |                  |                          |
| 123 | 7          | «Night of Sh'Okanabo» (Неожиданная встреча) «'Ночь Ш'Оконабо'»                      | Майкл Райан     | 21 октября 2006  | 15 декабря 2007          |
| Ш'Оконабо, появляющийся в предыдущих сериях как босс Вируса и Зикса, наконец, решает сам покончить с черепахи, которые, как некстати, учат смотреть жителей будущего ужастики в кинотеатре. |            |                                                                                     |                 |                  |                          |
| 124 | 8          | «Clash of the Turtle Titans» (Супергерои) «Битва Черепашек-Титанов»                 | Марти Изенберг  | 28 октября 2006  | 15 декабря 2007          |
| В будущем существует новый Черепашка-Титан. Это вызывает ревность у Майки, и он решает разобраться. |            |                                                                                     |                 |                  |                          |
| 125 | 9          | «Fly Me to the Moon» «Путешествие на Луну»                                          | Рич Фогел       | 4 ноября 2006    | 16 декабря 2007          |
| Вопреки дяди Дариусу, Коуди отправляется с черепашками на луну. Дан снова посылает Иноваши Ганджин за ними. |            |                                                                                     |                 |                  |                          |
| 126 | 10         | «Invasion of the Body Snatcher!» (Смертельное оружие) «Вторжение похитителей тел!»  | Роджер Силфер   | 11 ноября 2006   | 16 декабря 2007          |
| Электроник (Джаммерхед) приобрёл устройство, позволяющее ему переселяться в тела других людей. Он пользуется этим, чтобы проникнуть в "О'Нил тек" и выкрасть секретное оружие. |            |                                                                                     |                 |                  |                          |
| 127 | 11         | «The Freaks Come Out at Night» (Микеланджело в опасности) «Монстры выходят из тьмы» | Марти Изенберг  | 25 ноября 2006   | 22 декабря 2007          |
| Ш'Оконабо выпускает своё потомство на улицы, чтобы оно заражало людей и превращало в себе подобных, Микелянджело становится одной из жертв. |            |                                                                                     |                 |                  |                          |
| 128 | 12         | «Bad Blood» Нашествие клонов «(Дурная кровь)»                                       | Роланд Гонсалес | 2 декабря 2006   | 22 декабря 2007          |
| Дариус Дан и Ш'Оконабо объединились. Второй посылает клонов черепах устранить оригиналов. |            |                                                                                     |                 |                  |                          |
| 129 | 13         | «The Journal» (Волшебная тетрадь) «Дневник»                                         | Стив Мёрфи      | 9 декабря 2006   | 23 декабря 2007          |
| Черепашки читают дневник Кейси и Эйприл о их жизни, в том числе, после возвращения из будущего. |            |                                                                                     |                 |                  |                          |
| 130 | 14         | «The Gaminator» «Опасная игра»                                                      | Венделл Моррис  | 16 декабря 2006  | 23 декабря 2007          |
| Вайрел присылает черепахам видеоигру "Гейминатор", чтобы уничтожить. |            |                                                                                     |                 |                  |                          |
| 131 | 15         | «Graduation Day: Class of 2105» «Выпускной день»                                    | Джулия Левальд  | 24 марта 2007    | 29 декабря 2007          |
| Лео, Раф и Дон получат новый титул ниндзя. Майки же пропускал тренировки, увлекаясь видеоиграми, и отбился от рук, но учитель Сплинтер даёт ему последний шанс. Если он пройдёт 3 испытания, то получит новый титул. |            |                                                                                     |                 |                  |                          |
| 132 | 16         | «Timing Is Everything» «Машина времени»                                             | Джо Келли       | 31 марта 2007    | 29 декабря 2007          |
| Ш'Оконабо, используя данные о машине времени Коуди, полученные от Дариуса, создаёт своё устройство, но оно работает неправильно и вызывает временную катастрофу. |            |                                                                                     |                 |                  |                          |
| 133 | 17         | «Enter the Jammerhead» (Появление Джаммерхеда) «Вражеская атака»                    | Джулия Левальд  | 7 апреля 2007    | 30 декабря 2007          |
| Призраки улиц вызволяют своего главаря Джаммерхеда из тюрьмы. Он загружает в свой мозг движения мастеров боевых искусств, чтобы одолеть черепах. |            |                                                                                     |                 |                  |                          |
| 134 | 18         | «Milk Run» (Сбежавшее молоко) «Межгалактический наёмник»                            | Сивен Мелчинг   | 14 апреля 2007   | 30 декабря 2007          |
| Торбин Зикс заманивает черепах на свой корабль, чтобы они помогли ему с одним дельцем. |            |                                                                                     |                 |                  |                          |
| 135 | 19         | «The Fall of Darius Dunn» (Падение Дариуса Дана) «Крах империи»                     | Рич Фогел       | 21 апреля 2007   | 12 января 2008           |
| Правда всплывает: дядя Дариус всё это время, наплевав на устав "О'Нил тек", тайно производил и продавал оружие. |            |                                                                                     |                 |                  |                          |
| 136 | 20         | «Turtle X-Tinction» (Черепаший Икс-тинкт) «Страшный вирус»                          | Марти Изенберг  | 28 апреля 2007   | 12 января 2008           |
| Дядя Дариус заражает робота Черепаху Икс вирусом, и тот громит "О'Нил тек". |            |                                                                                     |                 |                  |                          |
| 137 | 21         | «Race For Glory» «Гонка за славой»                                                  | Ларри Хама      | 8 сентября 2007  | 13 января 2008           |
| Черепашки отправляются на гонку будущего, где встречают мальчишку-гонщика, а также Трёхголового. |            |                                                                                     |                 |                  |                          |
| 138 | 22         | «Head of State» (Глава государства) «Подземные монстры»                             | Джон Дрдек      | 15 сентября 2007 | 13 января 2008           |
| Бишопа преследуют странные чудовища из-под земли. Черепахи помогают ему и узнают правду о монстрах, которую им раскрывает сам Бишоп. |            |                                                                                     |                 |                  |                          |
| 139 | 23         | «DNA is Thicker than Water» (ДНК - не вода) «План уничтожения»                      | Роланд Гонсалес | 6 октября 2007   | 19 января 2008           |
| Клоны черепах снова нападают. В ходе битвы клон Лео вдруг спасает Коуди от выстрела, получив травму. Черепахи оставляют его у себя на лечение и хотят перевоспитать. |            |                                                                                     |                 |                  |                          |
| 140 | 24         | «The Cosmic Completist» «Космическое приключение»                                   | Джеймс Фельдер  | 13 октября 2007  | 19 января 2008           |
| Пришелец из космоса собирает коллекцию из самых опасных воинов галактики. |            |                                                                                     |                 |                  |                          |
| 141 | 25         | «The Day of Awakening» (День вылупления) «Успешная миссия»                          | Стив Мёрфи      | 20 октября 2007  | 20 января 2008           |
| Бишоп зовёт черепашек на очень опасную миссию по спасению планеты, грядёт инопланетная война и черепашки должны ему помочь. Он рассказывает им что в прошлом черепашки говорили ему что они уже прошли эту войну и победили в ней, после чего Бишоп начал вести так называемый «военный журнал», куда он записывал все значительные события. Теперь черепашки должны помочь ему сохранить Землю. |            |                                                                                     |                 |                  |                          |
| 142 | 26         | «Zixxth Sense» (Разум Зикса) «План захвата Земли»                                   | Рич Фогел       | 27 октября 2007  | 20 января 2008           |
| Торбин Зикс вновь втягивает черепах в авантюру. |            |                                                                                     |                 |                  |                          |

### Сезон 7: Back to the Sewer (2008—2010)
| № общий | № в сезоне | Название                                                        | Автор сценария             | Премьера в США   | Премьера в России (ТВ-3) |
| --- | ---------- | --------------------------------------------------------------- | -------------------------- | ---------------- | ------------------------ |
| 143 | 1          | «Tempus Fugit» «Время не стоит на месте»                        | Эрик Базарт                | 13 сентября 2008 | 20 марта 2010            |
| Когда Окно Времени наконец отремонтировано, черепахи входят в него, чтобы отправиться домой. Вместо того, чтобы вернуться в логово, они оказываются с Вайрел, которая сбежала изнутри Серлинга. Вайрел берёт под свой контроль временной портал, отправляя черепах в разные точки истории, надеясь, что они будут устранены. Тем не менее, Майк обманывает её, чтобы взять их в не слишком отдалённое будущее, где Тэнгу-Шреддер, Шреддер-Утром и неизвестный третий Шреддер сражаются за контроль с конкурирующими кланами Фут. Черепахи встречаются со врагом, который утверждает, что убил их, но успевают открыть новый портал вовремя, чтобы отправить их домой, используя декомпилятор против Вайрел ещё раз. Тем не менее, Вайрел удаётся собрать достаточный контроль над Серлингом, чтобы заставить его запустить декомпилятор в мастера Сплинтера, рассеивая его на биты данных в потоке времени. Вернувшись в настоящее, Донателло винит себя в потере Сплинтера. В другом месте Вайрел пытается зарядиться энергией, взломав хорошо охраняемое хранилище данных. Тем не менее, это даёт обратный эффект, поскольку программа заражает её и превращает цифровое существо в Кибер-Шреддера. |            |                                                                 |                            |                  |                          |
| 144 | 2          | «Karate Schooled» «Школа карате»                                | Майкл Райан                | 20 сентября 2008 | 21 марта 2010            |
| Черепахи воссоединяются с Кейси Джонсом и Эйприл О’Нил, которые сообщают им, что они пропали без вести в течение целого года. Все пытаются приспособиться к эпохе низких технологий, в то время как Донателло начинает строительство устройства для входа в киберпространство, чтобы получить биты данных мастера Сплинтера. Кейси посещал школу боевых искусств, возглавляемую Кханом, преданным оперативником клана Фут, который вербует и промывает мозги своим ученикам, чтобы восстановить Фут. Несмотря на вмешательство черепах, надежды Кхана возобновляются, когда Кибер-Шреддер вступает с ним в контакт из киберпространства. |            |                                                                 |                            |                  |                          |
| 145 | 3          | «Something Wicked» «Что-то злое»                                | Майкл Райан                | 27 сентября 2008 | 27 марта 2010            |
| Черепахи путешествуют в киберпространство, чтобы спасти как можно больше битов данных мастера Сплинтера, используя новые кибернетические доспехи и оружие, разработанное Донателло. Однако на их пути есть серьёзное препятствие: Кибер-Шреддер. И он не намерен позволить своим самым ненавистным врагам вернуться домой, в реальный мир. |            |                                                                 |                            |                  |                          |
| 146 | 4          | «The Engagement Ring» «Обручальное кольцо»                      | Роберт Дэвид               | 4 октября 2008   | 28 марта 2010            |
| Кейси и Рафаэль отправляются в Чайнатаун, чтобы найти обручальное кольцо для Эйприл. Однако, поскольку Хан ищет магическое кольцо, которое может вызывать монстров, в качестве меры предосторожности против Кибер-Шреддера, владелец магазина даёт его Кейси. Кольцо заставляет зло расти в Эйприл, пока она не превращается в монстра; Хан сильно избит, заставляя его сдаваться. Сумев снять кольцо с Эйприл, Кейси удаётся спасти её. Владелец магазина даёт ей настоящее обручальное кольцо, и они с Кейси обручены. |            |                                                                 |                            |                  |                          |
| 147 | 5          | «Hacking Stockman» «Взломать Стокмана»                          | Джо Келли                  | 18 октября 2008  | 1 апреля 2010            |
| В то время как Донателло фокусируется на сборе битов данных Сплинтера, его братья оказываются втянутыми в войну между Футами и Пурпурными драконами; Бакстер Стокман взломал финансирование Футов для Пурпурных драконов. Кибер-Шреддер захватывает роботизированное тело Стокмана. Стокман покидает тело, научившись никогда не устраиваться в нём слишком удобно. Тело Стокмана оказывается грозным под контролем Кибер-Шреддера, принимая все атаки, которые они бросают на него. Стокман связывается с Донателло, информируя его о ситуации; Донни временно отказывается от извлечения битов данных Сплинтера и отвлекает Кибер-Шреддера, позволяя Бакстеру загружать брандмауэр, чтобы удержать Шреддера в ловушке в киберпространстве. |            |                                                                 |                            |                  |                          |
| 148 | 6          | «Incredible Shrinking Serling» «Невероятно уменьшенный Серлинг» | Роберт Дэвид               | 25 октября 2008  | 2 апреля 2010            |
| Серлинг желает вернуться в 2105 год и создаёт машину времени, которая неважно сработала, уменьшила его и забросила в прошлое, где черепахи ещё совсем дети. |            |                                                                 |                            |                  |                          |
| 149 | 7          | «Identity Crisis» «Кризис личности»                             | Майкл Райан                | 1 ноября 2008    | 3 апреля 2010            |
| Кибер-Шреддер выпускает вирус, который стирает воспоминания черепах, перепрограммируя их так, чтобы они работали на Футов. Четыре черепахи выполняют приказ мастера Кхана, в то время как Эйприл, Кейси и Серлинг пытаются восстановить воспоминания четырёх героев. Удастся ли им это? |            |                                                                 |                            |                  |                          |
| 150 | 8          | «Web Wranglers» «Сетевой крикун»                                | Роберт Дэвид               | 8 ноября 2008    | 4 апреля 2010            |
| Кибер-Шреддер создаёт прототип киберпортала, чтобы сбежать из киберпространства. Он посылает животных, которые мутируют и атакуют Нью-Йорк, заставляя черепах устранить беспорядок и остановить Кибер-Шреддера от становления реальным ещё раз. Когда кажется, что Кибер-Шреддер усовершенствовал портал, Донателло взламывает его, заставляя Шреддера расти и искажать момент, когда он материализуется в реальном мире. В конце концов, Кибер-Шреддер изгнан обратно в киберпространство. |            |                                                                 |                            |                  |                          |
| 151 | 9          | «SuperQuest» «СуперКвест»                                       | Роберт Дэвид               | 15 ноября 2008   | 5 апреля 2010            |
| Черепашки отправляются в видеоигру, которую обожает Микиланджело, чтобы отыскать там биты данных учителя Сплинтера. |            |                                                                 |                            |                  |                          |
| 152 | 10         | «Virtual Reality Check» «Проверка виртуальной реальности»       | Майкл Райан                | 22 ноября 2008   | 6 апреля 2010            |
| Черепашки путешествую по киберпространству в поисках битов данных учителя Сплинтера. Внезапно Эйприл сообщает, что киберпортал неисправен и им срочно нужно возвращаться. После киберпортал сгорел, Дон принялся за его починку, а Лео, Раф, Майки и Кейси отправились патрулировать город. |            |                                                                 |                            |                  |                          |
| 153 | 11         | «City Under Siege» «Город в осаде»                              | Стивен Мелчинг             | 29 ноября 2008   | 7 апреля 2010            |
| Кибер-Шреддер взламывает компьютерную инфраструктуру Нью-Йорка, беря под контроль все электронные устройства в городе и эффективно завоёвывая его. Тем временем черепахи обнаруживают, что Хан и Пурпурные драконы подверглись нападению. Как только они поняли, что Фут стоит за всем этим, черепахи сражаются по всему Нью-Йорку, чтобы восстановить компьютерную инфраструктуру. Они борются с Кибер-Шреддером и преуспевают в том, чтобы убить его, заставляя Футов бежать. Однако, оказавшись в одиночестве, тело Шреддера выступает из шипа, пронзая провод и выпуская в него электрический ток. |            |                                                                 |                            |                  |                          |
| 154 | 12         | «Super Power Struggle» «Битва супергероев»                      | Роберт Дэвид               | 21 февраля 2009  | 8 апреля 2010            |
| Много лет назад супергерой Зелёный Плащ в ходе битвы с заклятым врагом потерял свою Мантию, которая давала ему силы. В настоящем этот плащ находится, его крадёт Доктор Малигнус, Раф и Майки помешали ему, и Раф становится новым Зелёным Плащом. |            |                                                                 |                            |                  |                          |
| 155 | 13         | «Wedding Bells and Bytes» «Свадебные колокола и байты»          | Мэттью Дерк и Роберт Дэвид | 28 февраля 2009  | 9 апреля 2010            |
| Черепахам удаётся собрать все данные мастера Сплинтера и реконструировать его в реальности. Неведомо для них, Кибер-Шреддер поместил вирус в биты данных, в результате чего в ухе Сплинтера появился маячок, позволяющий ему отслеживать черепах на ферму Эйприл. Там и Эйприл, и Кейси счастливы, что Мастер Сплинтер вернулся, сделав их день свадьбы завтра ещё лучшим днём, пока Шреддер и Фут не решат испортить вечеринку. После обнаружения, что цифровое ядро Вайрел всё ещё существует в нём, Кибер-Шреддера убивают декомпилятором, заставив Кхана и Фут бежать. Свадьба возобновляется с гостями из разных измерений, миров и времён. Крысиный Король, агент Бишоп, Коди Джонс, Даймио и Великий Ниндзя, и Ренет все смотрят издалека или с помощью технологических или магических средств. |            |                                                                 |                            |                  |                          |

### Mayhem from Mutant Island
Во время ночи демонстрации своих экстремальных видов спорта черепахи подвергаются нападению монстра из-под земли. Они следуют за ним на отдалённый остров, где они раскрывают своего старого врага, Бакстера Стокмана, который создал порочные чудовища, чтобы натравить на ничего не подозревающую публику.
| № | Название                       | Премьера в США |
| --- | ------------------------------ | -------------- |
| 1 | «What Lurks Beneath»           | 7 марта 2009   |
| Во время езды в спортивном снаряжении на черепах нападает гигантский монстр, похожий на ракообразного, который появляется из канализации.                                                                                |                                |                |
| 2 | «Terror Unleashed»             | 7 марта 2009   |
| Черепахи побеждают монстра, только чтобы попасть в канализацию. При приземлении атакует большая группа мутантов. |                                |                |
| 3 | «Trouble Runs Rampant»         | 14 марта 2009  |
| После того, как черепахи чудом сбежали от мутантов в канализации, они надевают своё вспомогательное канализационное оборудование, чтобы сразиться с ними.                                                                |                                |                |
| 4 | «Showdown in the Subterrane»   | 21 марта 2009  |
| Черепахи побеждают динозавров-мутантов, но впоследствии обнаруживают, что они были прямо перед цитаделью Пурпурных Драконов.                                                                                             |                                |                |
| 5 | «Attack of the Purple Dragons» | 28 марта 2009  |
| Черепахи сталкиваются с Гунном и Пурпурными драконами, полагая, что они несут ответственность за динозавров-мутантов. Однако выясняется, что истинным виновником является Бакстер Стокман.                               |                                |                |
| 6 | «Face-Off with the Foot»       | 4 апреля 2009  |
| После того, как Хун сообщает Черепахам, что Хан и Клан Фут стоят за атаками мутантов, Черепахи надевают новую металлическую броню и выковывают новое, ещё более сильное оружие, прежде чем штурмовать своё убежище.      |                                |                |
| 7 | «Rivals Take Arms»             | 11 апреля 2009 |
| Используя свои новые и улучшенные доспехи и оружие, Черепахи сражаются с Ханом и Кланом Фут. |                                |                |
| 8 | «Dread Returns»                | 18 апреля 2009 |
| Клан Фут отступает, когда на сцену выходит тираннозавр-мутант, схватив Лео своими челюстями. |                                |                |
| 9 | «In Pursuit of Danger»         | 25 апреля 2009 |
| Черепахи преследуют мутанта тираннозавра на грузовике, но как только Лео освобождается, черепахи сталкиваются с целой группой динозавров-мутантов.                                                                       |                                |                |
| 10 | «The Scourge Revealed»         | 2 мая 2009     |
| Используя Hauler, Черепахи уничтожают как можно больше динозавров-мутантов, что приводит к обрушению подземного железнодорожного туннеля, в котором они сражаются. Сразу после этого они получают сообщение от Стокмана. |                                |                |
| 11 | «Rendezvous with Evil»         | 9 мая 2009     |
| Черепахи находят Стокмана в своём вертолёте, но динозавры-мутанты сбивают их с ног. Черепахи в ответ надевают костюмы разрушителей мехов и вступают в бой с динозаврами-мутантами.                                       |                                |                |
| 12 | «Stockman Strikes»             | 16 мая 2009    |
| Когда Черепахи сражаются со Штокманом и динозаврами-мутантами, Дон обнаруживает, что динозаврами управляет радиовышка.                                                                                                   |                                |                |
| 13 | «Fate of the Deranged Dinos»   | 23 мая 2009    |
| Дон разрушает радиовышку своим мехокостюмом, и динозавры становятся послушными. С этим черепахи покидают остров. |                                |                |

## Полнометражный мультфильм
| Название | Режиссёр                       | Автор сценария                               | Премьера в США |
| --- | ------------------------------ | -------------------------------------------- | -------------- |
| «Turtles Forever» «Черепашки навсегда» | Roy Burdine and Lloyd Goldfine | Rob David, Matthew Drdek, and Lloyd Goldfine | 21 ноября 2009 |
| Во вселенной черепашек-ниндзя 2003 года начинает орудовать команда из 4 зелёных существ, борющихся с преступностью. Они очень напоминают наших героев. Черепахи решают разобраться с этим, отправляются в убежище Хана, куда заперли новых черепах, и встречают версии себя из мультсериала 1987 года. Сбежав от пурпурных драконов, братья знакомятся. Тем временем, Шреддер из старого мультсериала и Крэнг устраняют неполадки на Технодроме. Все 8 черепах направились к нему, и когда Шреддер узнал об этом, он отыскал Ч'Релла на ледяном астероиде и вернул к жизни. |                                |                                              |                |

### Комментарии
1. Большинство названий серий в четвёртом и шестом сезоне переведено неточно. Более верный вариант представлен направо от оригинального названия.